# Albertslund Bibliotek
Albertslund Bibliotek er hovedbiblioteket i Albertslund Kommune opført i 1973 og beliggende i Albertslund Centrum. Biblioteket blev totalrenoveret i 2003-2004. Det nye hovedbibliotek er tegnet af Henning Larsens Tegnestue.
Albertslund Bibliotek havde i perioden fra 1973 til 2009 filialer i Trippendalscentret, på Stensmosegård og fra 1978 også i Hedemarken.

## Eksterne links
- Albertslund Bibliotek

55°39′25″N 12°21′23″Ø / 55.657016°N 12.356252°Ø